# Kulturzentrum Kammgarn

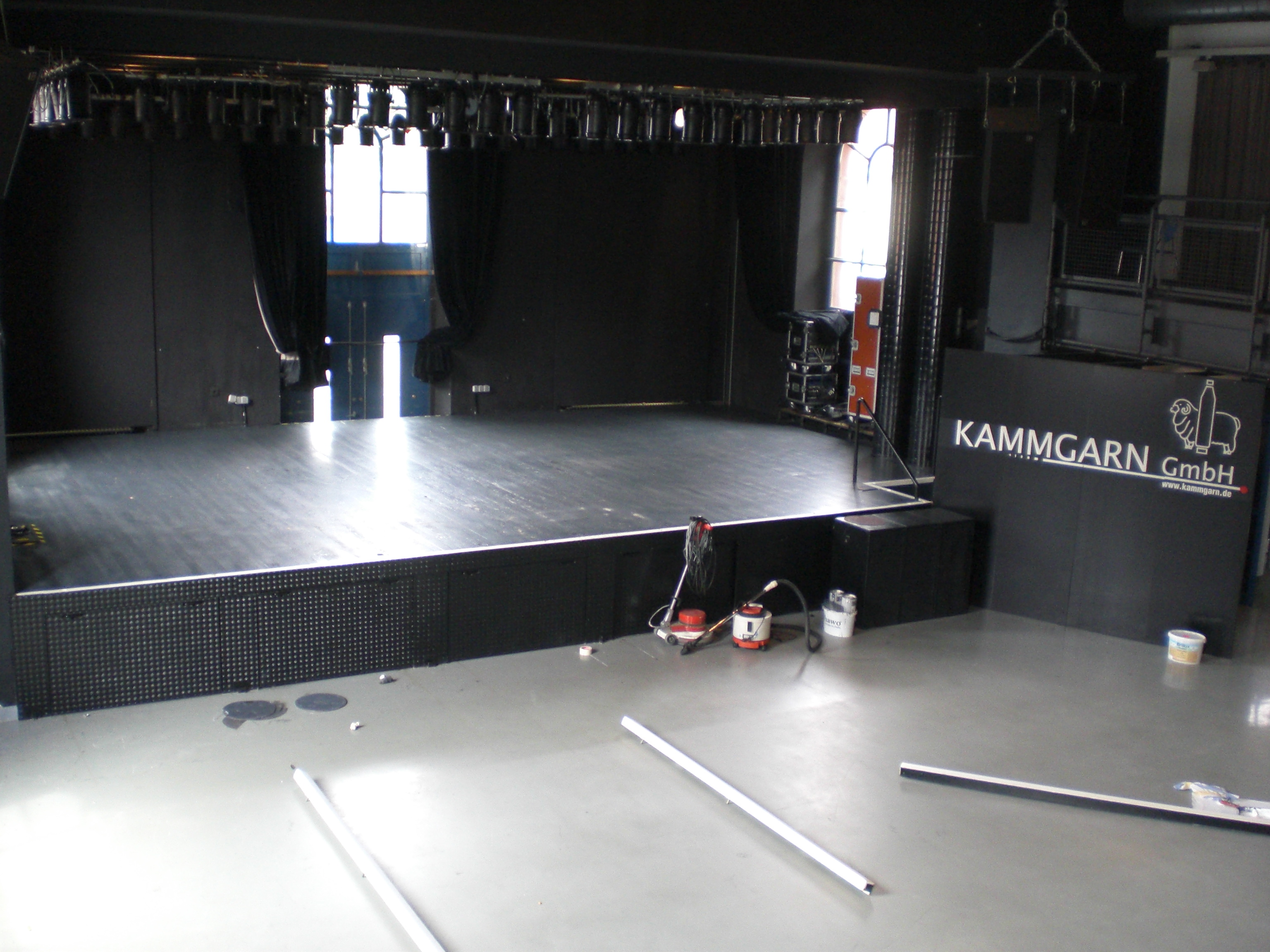
Bühne im Kulturzentrum Kammgarn (2009)

Das Kulturzentrum Kammgarn wurde 1988 in Kaiserslautern eröffnet und befindet sich in den Gebäuden der 1981 in Konkurs gegangenen Kammgarnspinnerei in direkter Nachbarschaft zur Gartenschau.
Die Gebäude stehen unter Denkmalschutz und beherbergen neben den beiden großen Veranstaltungsräumen Kasino und Museum 2 einen Club – den Cotton Club – der ebenfalls für Konzerte genutzt wird. Einmal jährlich findet jeweils das Kammgarn International Jazzfestival und im Cotton Club das Kammgarn International Blues Festival statt. Seit 2018 wird das Gebäudeensemble durch eine dauerhafte Lichtinstallation des Künstlers Kai Gundacker illuminiert. Darüber hinaus brachten diverse Bildhauer permanent installierte Ausstellungsobjekte auf dem Gelände an.
Seit Bestehen besuchten über zwei Millionen Menschen das Kulturzentrum zu etwa 4300 Veranstaltungen (Stand: 2006).
Um einer drohenden Insolvenz zu entgehen, verlangt der Veranstalter seit Mitte Dezember 2012 den sogenannten „Kammgarn-Soli“. Tickets für bestimmte Events kosten einen Euro mehr.